# Philip Wharton, 3. Baron Wharton
Philip Wharton, 3. Baron Wharton (* 23. Juni 1555; † 26. März 1625) war ein englischer Adliger und Politiker der späteren Tudor- und frühen Stuartzeit.

## Jugend und Ausbildung
Philip Wharton war der Sohn des Thomas Wharton, 2. Baron Wharton und der Anne Radcliffe, Tochter des Robert Radcliffe, 1. Earl of Sussex und wurde am 23. Juni 1555 geboren. Anlässlich einer sogenannten Kavaliersbildungsreise 1572 nach Frankreich kamen sein Schulmeister, er und einige mitreisende junge Adlige auch nach Paris und gerieten in das Gemetzel der Bartholomäusnacht. Während sein Schulmeister erschlagen wurde, rettete ihn und andere junge Engländer der englische Botschafter Francis Walsingham. Wieder zurück in England, studierte er ab Ostern 1573 am Jesus College der University of Cambridge Rechtswissenschaft. Bereits 1572 hatte er nach dem Tod seines Vaters dessen Titel als 3. Baron Wharton und dessen Sitz im House of Lords geerbt.

## Weitere Laufbahn
Er startete seine berufliche Karriere als Anwalt und wurde am 3. Februar 1579 in Gray’s Inn aufgenommen. Als Mann des Nordens – die Güter seiner Familie lagen seit Jahrhunderten in den nordenglischen Grafschaften Westmorland, Cumberland und York – vertrat er zusammen mit dem Earl of Sussex seine Königin, Elisabeth I., in der Royal Chapel in Stirling am 30. August 1594 bei der Taufe des Prinzen Henry, eines Sohnes des mutmaßlichen englischen Thronerben, Jakob VI. von Schottland (des späteren Jakob I. von England). Am 24. November 1599 wurde er einer der High Commissioner der Grafschaft York, später, 1618/19, unter Jakob I. war er Commissioner of the Border.
Wharton war zweimal verheiratet. In erster Ehe hatte er sich in Anwesenheit der Königin Elisabeth am 24. Juni 1577 mit Frances Clifford, der Tochter des 2. Earls of Cumberland, verbunden. Nach deren Tod schloss er im Februar 1597 eine zweite Ehe mit Dorothy Colby. Sein Erbe als 4. Baron Wharton wurde sein Enkel Philip Wharton (1613–1695), da seine Söhne vor ihm verstorben waren. Er selbst ist am 26. März 1625 gestorben.